# Réseau de l'islam libéral
 (décembre 2010).
Pour les articles homonymes, voir JIL.
Le Réseau de l'islam libéral, en indonésien Jaringan Islam Liberal (JIL), est un groupement informel dont l'objectif est de discuter et de diffuser une interprétation libérale de l'islam en Indonésie. Une des raisons de sa création était le désir de combattre l'influence et l'activisme grandissant de l'islam militant et radical dans le pays. Le JIL se présente comme "une communauté qui étudie et met en avant un discours sur une vision islamique qui soit tolérante, ouverte et soutienne le renforcement de la démocratisation indonésienne."
Le JIL est né de nombreuses réunions et discussions entre de jeunes intellectuels musulmans au sein de l'ISAI (Institut d'études pour la libre circulation de l'information) à Jakarta. La réunion fondatrice s'est tenue le 21 février 2001 au Teater Utan Kayu à Jakarta, autour d'un exposé intitulé "Les racines du libéralisme islamique : l'expérience du Moyen-Orient", présenté par un jeune intellectuel musulman progressiste, Luthfi Assyaukanie.
Le JIL a créé un site en 2001. Son secrétariat et son lieu de réunion sont le Teater Utan Kayu, qui appartient au journaliste et écrivain Goenawan Mohamad, où l'on présente des spectacles artistiques et qu'utilisent des ONG.
Le réseau est actuellement dirigé par un jeune penseur progressiste, Ulil Abshar Abdalla, qui est également directeur de l'ICRP (Conférence indonésienne sur la religion et la paix).

## Mission
- Développer une interprétation libérale de l'islam qui corresponde à leurs principes, et les diffuser dans l'opinion.
- Fournir un espace de dialogue ouvert et libre des pressions du conservatisme. Le JIL pense que ce n'est qu'à travers l'existence de ce type de dialogue que le développement d'une pensée et d'une action islamiques peuvent aller dans la bonne direction.
- Créer une structure socio-politique juste et humaine. Pour le JIL, la démocratie est le meilleur système dans ce but.

## Fondateurs
- Luthfi Assyaukanie
- Nong Darol Mahmada
- Ulil Abshar Abdalla